# Euxoa inextricata
Euxoa inextricata là một loài bướm đêm trong họ Noctuidae.